# Justice (série télévisée, 1999)
Pour les articles homonymes, voir Justice (homonymie).
Justice est une série télévisée française réalisée par Gérard Marx . La série a été diffusée sur TF1 du  4 septembre 1999 au 23 février 2000.

## Synopsis
Le quotidien d'un palais d'un justice.

## Fiche technique
- Réalisation : Gérard Marx
- Scénario : Dominique Lancelot
Alexis Lecaye
- Durée : 90 minutes

## Distribution
- Pierre Vaneck : Gilbert Le Guen
- Sophie Broustal : Cora Valdelli

## Liste des épisodes (1999-2000)
1. Un juge en danger
2. Blessure d'enfance
3. Illégitime souffrance
4. Intrigues